# Tomah
La ville de Tomah est située dans le comté de Monroe, dans l’État du Wisconsin, aux États-Unis. Sa population s’élevait à 9 093 habitants lors du recensement de 2010, estimée à 9 405 habitants en 2016.